# El impostor (novela de Jeffrey Archer)
El impostor (A Prisoner of Birth) es una novela del escritor inglés Jeffrey Archer. Su primera edición fue publicada en 2009. Se trata de una versión contemporánea de la novela El conde de Montecristo, de Alejandro Dumas. Con este libro Archer regresó al primer puesto de libros más vendidos después de varios años.

## Sobre el autor
Jeffrey Archer es uno de los autores británicos con más éxito internacional. Además de ser un escritor con un gran número de lectores, cuenta con el respaldo unánime de la crítica especializada. Después de su carrera política en el Reino Unido, fue nombrado Lord en 1992. Sin embargo, en el año 2001 fue condenado a cuatro años de cárcel por perjurio y obstrucción a la justicia. En 2002, durante su condena en Suffolk, escribió Juego del destino (Grijalbo, 2004) y más tarde, cuando fue puesto en libertad en el verano de 2003, publicó el segundo tomo de sus memorias, también con gran éxito de ventas. Sus últimas publicaciones han sido La falsificación (Grijalbo, 2006) y libro de relatos Casi culpables (Grijalbo, 2007).

## Argumento
El impostor, de Jeffrey Archer narra una historia de suspenso e intriga que cuenta como Danny Cartwright, es un joven que desempeña su trabajo en el taller del padre de su novia Beth Wilson. La historia empieza cuando Danny le propone matrimonio a Beth, emocionado le llama Bernie, su mejor amigo y hermano de Beth, para confirmarle la noticia, de la cual ya era partícipe.
Se juntan para celebrar el acontecimiento en el bar en Fulham Road, llamado Dunlop Arms. Se reúnen en dicho bar de clase alta y se encuentran con un grupo de 4 hombres que empiezan a fastidiar a Beth, lo cual irrita a Bernie y los enfrenta verbalmente, Danny queriendo evitar una pelea saca a Bernie por la puerta trasera del bar pero se encuentran con que tres de los hombres los habían seguido, se inicia una pelea mientras Bernie le pide a su hermana que llame un taxi, Beth se aleja para pedirlo y el taxista le hace ver que lo que necesitan es una ambulancia.
Con Alex Redmayne como abogado defensor, Danny se enfrenta a un juicio pues, Toby Mortimer, Spencer Craig, Gerald Payne y Lawrence Davenport han declarado que apuñaló a Bernie frente a sus ojos. Se argumenta que Danny quería deshacerse del hermano de Beth para poder estar al frente del taller, Beth para defender a Danny solo puede declarar lo que pasó dentro del bar y lo mucho que confía en su prometido, del cual también está embarazada. No existían pruebas suficientes para probar la inocencia de Danny, lo declaran culpable y es condenado a 22 años de prisión.
En la cárcel le asignan a una celda junto a Nicholas Moncrieff y Big Al. Nicholas Moncrieff se convierte en su maestro y amigo, después de unas semanas en las que no quiso saber nada ni del mundo exterior ni del que se encontraba, sus avances son notables, tanto intelectuales como en sus modales, los cuales empiezan a refinarse debido a la influencia de Nick.
Tras el inesperado “suicidio” en las duchas de Nick, Big Al realiza una jugada maestra y cambia los datos de ambos compañeros de celda, y hace pasar el cuerpo de Nick por el de Danny, nadie duda de la mentira ya que los dos tenían un parecido físico increíble, que se hizo notar desde el principio. 
Haciéndose pasar por Nick, Danny sale libre a los pocos días, justo para recibir el título de nobleza y herencias. La familia de Danny y Beth supone que Danny ha muerto. 
Haciéndose pasar por sir Nicholas, hereda la colección de estampillas que su abuelo coleccionó durante toda su vida valorada en millones de dólares, logra venderla a Gene Hunsacker coleccionador de estampillas, usa la herencia tanto para recuperar las propiedades arrebatadas por el tío de Nick, Hugo Moncrieff, y luego se prepara para limpiar su nombre y vengarse de los hombres que arruinaron su vida. Mientras tanto, Toby Mortimer, uno de los hombres del bar, fue encerrado en prisión por posesión de drogas, estando allí, dio una confesión que fue grabada y posterior a eso, se quitó su vida. Esa cinta, sirvió como evidencia y fue presentada para poder apelar el caso. 
Pero antes de demostrar su inocencia es descubierto por una sospecha que Hugo Montcreff pone en Spencer y se unen en contra de Danny, descubren que se ha hecho pasar por Nick y en medio de la noche mientras esta con Beth la policía asalta su casa y es llevado de nuevo a prisión además de todos sus delitos, ahora también lo acusan por tomar la identidad de Sir Nicholas. En el nuevo juicio se obliga al juez a revisar la nueva evidencia y se hace el juicio donde no queda duda de la inocencia de Danny y logra su libertad.

## Personajes
Personajes principales:
| Danny Cartwright      | Personaje principal, joven de clase obrera condenado a 22 años de cárcel por un homicidio que no cometió.      |
| Alex Redmayne         | Abogado defensor Danny Cartwright.                                                                             |
| Spencer Craig         | Culpable de la muerte del hermano de Beth, abogado en derecho penal, miembro de los mosqueteros.               |
| Gerald Payne          | Asesor de administrador de fincas, amigo de Spencer Craig, miembro de los mosqueteros.                         |
| Toby Mortimer         | Miembro de los 4 mosqueteros, amigo de Spencer Craig, que murió por sobredosis.                                |
| Lawrence Davenport    | Actor profesional, homosexual, miembro de los mosqueteros.                                                     |
| Nicholas Moncrieff    | Oficial del ejército, compañero de celda de Danny, personaje por el que se hace pasar para escapar de prisión. |
| Big Al (Albert Crann) | Chofer del ejército y compañero de celda de Danny Cartwright, que le ayuda en su plan de venganza.             |

Personajes secundarios
| Beth Wilson          | Prometida de Danny Cartwright.                                                                                   |
| Fraser Munro         | Abogado defensor de Nicholas Moncrieff, abogado de la familia Moncrieff.                                         |
| Arnold Pearson       | Abogado defensor de Spencer Craig.                                                                               |
| Sir Matthew Redmayne | Padre de Alex Redmayne, abogado de alto nivel y reconocimiento, abogado secundario en la defensa final de Danny. |
| Hugo Moncrieff       | Tío de Nicholas Moncrieff.                                                                                       |
| Oficial Fuller       | Oficial a cargo de la celda de Danny Cartwright.                                                                 |
| Molly                | Sirvienta de Danny Cartwright.                                                                                   |
| Srita. Bennett       | Señorita encargada que Danny, haciéndose pasar por Nick cumpliera con la libertad condicional.                   |
| Sarah Davenport      | Hermana de Lawrence Davenport, abogada que ayuda a Danny a conservar su libertad condicional.                    |

## Organización
El libro está dividido en 6 partes o capítulos.
- Primera Parte: El Juicio.
- Segunda Parte: La Cárcel.
- Tercera Parte: La Libertad.
- Cuarta Parte: El Elenco.
- Quinta Parte: La Redención.
- Sexta Parte: Justicia.

## Características literarias
Es un tipo de novela policíaca y social, ya que en ella se encuentran hechos y conflictos que giran en torno a un delito o crimen, aunque en la mayoría de este tipo de novelas el personaje principal es un investigador, se ve en Danny a un joven involucrado en la trama y sediento de verdad que por sus propios medios trabaja para esclarecer dentro de la cárcel y fuera de ella los hechos y se vale de ello de su inteligencia y medios adquiridos. Se presentan además en este tipo de novelas a varios sospechosos y se da una solución totalmente inesperada.

## Características sobresalientes
El estilo al escribir por parte del autor, lleno de enigmas y soluciones prontas de cada acontecimiento, datos que se dan oportunamente sobre la situación de los personajes que enriquecen el desarrollo de la novela.

## Figuras de diálogo
Se narra en estilo o discurso directo, cuando el narrador deja que se escuche o lea directamente y en vivo lo que los personajes dicen, piensan, o hacen. 

## Tópicos literarios
El autor ha utilizado frases que en la tradición literaria una contenidos ya fijados en expresiones formales y que a lo largo de la literatura se repite «Esto aún está lejos de haber terminado».

## Marcas que aparecen dentro del libro
| Coca Cola | Coca Cola Light | Adidas  |
| Guinness  | Malboro         | The Sun |
| The Times | Daily Mail      | Porsche |
| BMW       | HSBC            | Ritz    |

## Coordenadas espacio-tiempo
A pesar de que la novela fue publicada en el año 2009 (tiempo externo), el tiempo interno de la novela comienza contándonos lo sucedido la noche del 18 de septiembre de 1999, en un pequeño bar llamado Dunlop Arms.
A lo largo de la novela, se tienen constantes regresos a esta fecha, sobre todo durante el juicio y el final, pues es la situación donde reside la trama de la novela. El juicio se lleva a cabo en marzo del año 2000.
El espacio físico de la novela se desarrolla en un bar en la parte trasera de Hambledon Terrace, Chelsea Fulham, en Londres en donde comienza la trama de dichas familias que residían en el East End de Londres. 
Posterior a ello, durante la mayoría de la trama, se alternan en la cárcel de Belmarsh localizada en Thamesmead Londres y los personajes que siguen fuera de la misma, siempre en Londres. Inglaterra.
Al momento del desarrollo de la venganza de Danny Cartwright, se traslada en espacio físico Edimburgo, a King’s Cross donde estaba su residencia.